# Destin Daniel Cretton
Destin Daniel Cretton (Haiku, 23 novembre 1978) è un regista, sceneggiatore, produttore cinematografico e montatore statunitense.

## Biografia
Cretton è nato e cresciuto a Haiku, Hawaii, sull'isola di Maui. È per metà di origine giapponese. Fu istruito a casa da sua madre cristiana. Sua sorella Joy è una costumista che ha lavorato a diversi progetti di Destin. Visse a Haiku in una casa con due camere da letto con i suoi cinque fratelli, fino all'età di 19 anni. Si è trasferito a San Diego, in California, per frequentare la Point Loma Nazarene University, dove si è laureato in comunicazione. Dopo la laurea, Cretton ha lavorato per due anni come membro dello staff in una casa famiglia per adolescenti a rischio.
Ha realizzato cortometraggi per hobby, che si è sviluppato come un percorso vocazionale. Ha frequentato e si è laureato alla scuola di cinema dell'Università statale di San Diego.

## Carriera
Mentre era all'Università statale di San Diego, Cretton ha realizzato un cortometraggio di 22 minuti, Short Term 12, basato sulle sue esperienze presso la struttura per adolescenti. Il cortometraggio è stato presentato in anteprima al Sundance Film Festival 2009, dove ha vinto il Premio della Giuria per il cortometraggio.

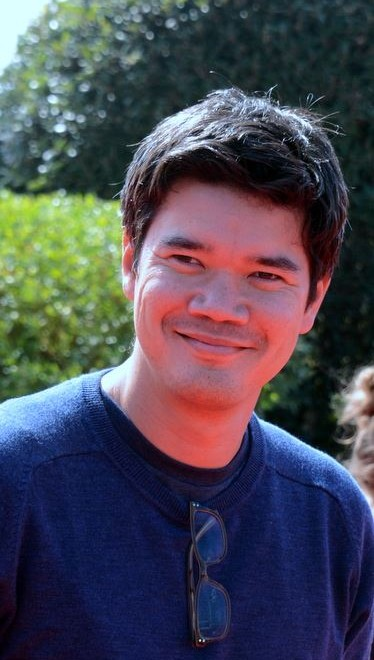
Cretton al Festival del cinema americano di Deauville nel 2013

Dopo essersi diplomato alla scuola di cinema, Cretton ha fatto il suo debutto alla regia di un lungometraggio con il film di 90 minuti, I Am Not a Hipster, che è stato presentato in anteprima al Sundance il 20 gennaio 2012. Il film è stato prodotto da Ron Najor, che in seguito avrebbe prodotto l'adattamento cinematografico di Short Term 12 insieme a Maren Olson, Asher Goldstein e Joshua Astrachan. La sceneggiatura del lungometraggio di Cretton ha vinto una delle cinque Nicholl Fellowships in Screenwriting dell'Academy of Motion Picture Arts and Sciences nel 2010.
Il film è stato presentato in anteprima il 10 marzo 2013 al South by Southwest, dove ha vinto il Gran Premio della Giuria e il Premio del Pubblico per un Lungometraggio Narrativo. Ampiamente acclamato come uno dei migliori film del 2013, è stato elencato nella top ten annuale di molti critici cinematografici. Il film ha ottenuto diversi riconoscimenti, tra cui tre nomination agli Independent Spirit Awards.
Nel 2014, Cretton è stato incaricato di riscrivere la sceneggiatura e dirigere Il castello di vetro, un adattamento dell'omonimo libro di memorie best-seller del 2005 di Jeannette Walls su una giovane donna di successo cresciuta da genitori gravemente disfunzionali. Interpretata da Brie Larson, il film presenta anche Woody Harrelson e Naomi Watts rispettivamente nei panni del padre alcolizzato e della madre eccentrica. Il ruolo della Larson era stato originariamente preso in considerazione da Jennifer Lawrence, ma lei ha abbandonato mentre lo studio stava cercando il protagonista maschile. Il film è uscito il 10 agosto 2017.  Ha ricevuto recensioni contrastanti da parte della critica; hanno elogiato le performance del suo cast (in particolare Larson e Harrelson) ma hanno criticato i toni emotivi e l'adattamento del materiale originale.
Nel 2016, è stato annunciato che Ryan Coogler aveva collaborato con Cretton e il poeta/drammaturgo Chinaka Hodge per sviluppare Minors, una serie drammatica televisiva prodotta da Charles D. King. Attingendo alle esperienze di lavoro di Cretton nell'affido residenziale, al background di Hodge nell'insegnamento ai giovani svantaggiati nelle scuole di continuazione dell'area della baia di San Francisco e all'educazione di Coogler nella East Bay, Minors da uno sguardo risoluto all'istituzionalizzazione, esplorando le strutture giovanili e i bambini che crescono in quel sistema. La serie mostra come questo sistema plasmi i giovani nell'arco di un anno. Hodge ha scritto la serie, mentre Coogler e Cretton l'anno diretta.
Cretton ha successivamente collaborato con Larson e Michael B. Jordan per Il diritto di opporsi, un film drammatico basato sul libro di memorie bestseller del New York Times dell'avvocato difensore dei diritti civili Bryan Stevenson: Just Mercy: A Story of Justice and Redemption. Stevenson fondò la Equal Justice Initiative a Montgomery, in Alabama, dove fornì consulenza legale agli uomini nel braccio della morte. La trama segue Stevenson (Jordan) mentre esplora il caso di un prigioniero nel braccio della morte, Walter McMillian, che ha combattuto per liberare. Il film è stato presentato in anteprima al Toronto International Film Festival il 6 settembre 2019, ed è stato distribuito nelle sale dalla Warner Bros. Pictures. Il film è stato acclamato dalla critica.

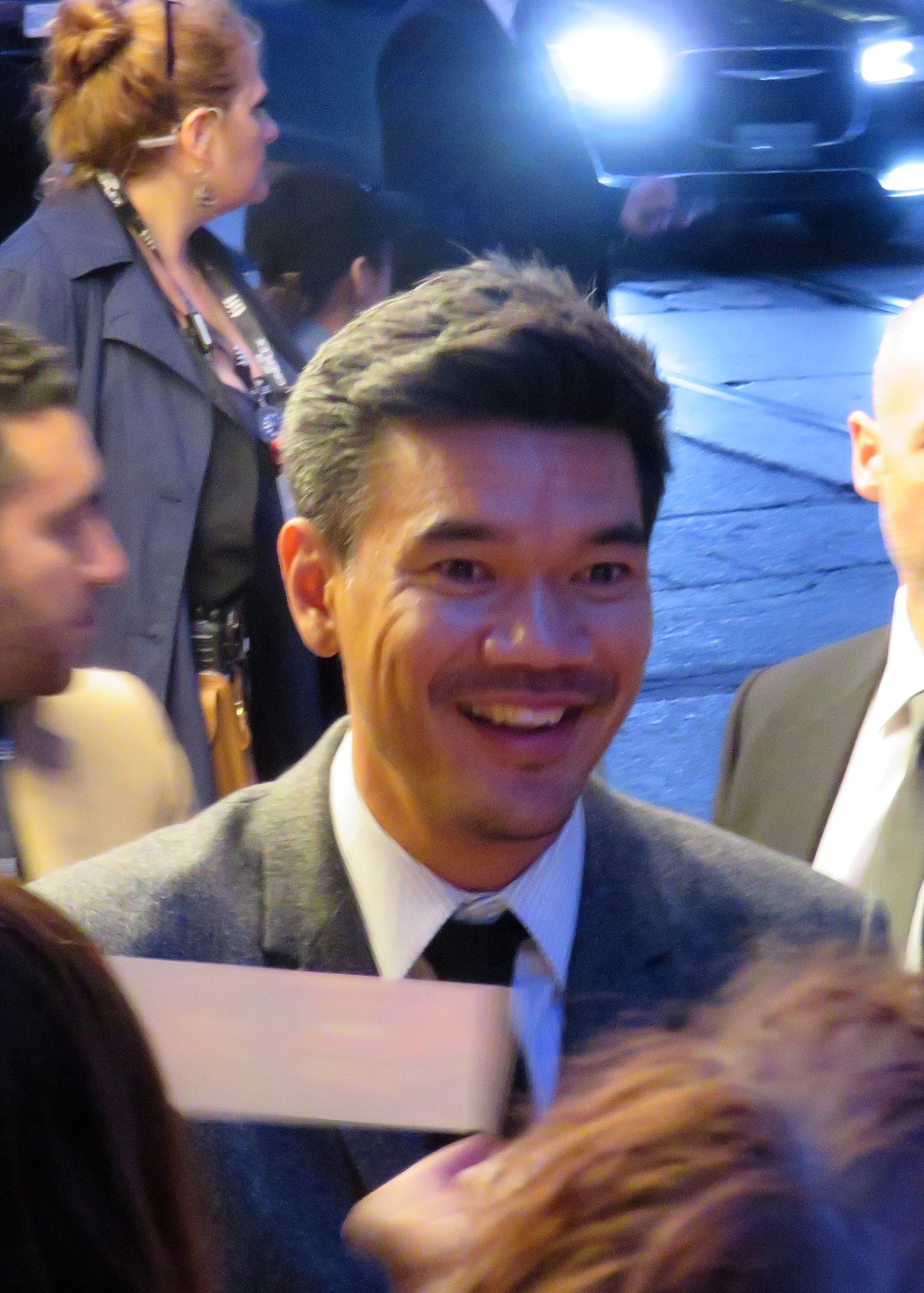
Cretton nel 2019

Nel marzo 2019, Cretton è stato assunto dai Marvel Studios per dirigere un film basato su Shang-Chi. Sia il film che il coinvolgimento di Cretton sono stati confermati durante il San Diego Comic-Con 2019, con il film intitolato Shang-Chi e la leggenda dei Dieci Anelli. Il film, che è il primo franchise di film di supereroi della Marvel con un protagonista asiatico, è interpretato da Simu Liu come personaggio del titolo, con Tony Leung Chiu-Wai e Awkwafina co-protagonisti. Il 5 gennaio 2020, Cretton ha dichiarato di aver aderito al progetto perché voleva "dare a suo figlio un supereroe a cui guardare". L'uscita del film era prevista per il 12 febbraio 2021, ma è stata posticipata al 7 maggio e successivamente al 9 luglio a causa della pandemia di COVID-19. Durante la pandemia di coronavirus, la produzione di Shang-Chi in Australia è stata temporaneamente sospesa mentre Cretton si è autoisolato. La produzione è stata interrotta il 12 marzo 2020 ed è ripresa nell'agosto 2020 e si è conclusa nell'ottobre 2020. Shang-Chi e la leggenda dei dieci anelli è uscito nelle sale il 3 settembre 2021. Nel dicembre 2021, Cretton ha firmato un accordo con Marvel Studios e Onyx Collective di Hulu per sviluppare un sequel di Shang-Chi e una nuova serie MCU Disney+ attraverso la sua casa di produzione Family Owned. Nel giugno 2022, è stato rivelato che la serie era in fase di sviluppo iniziale e intitolata Wonder Man, incentrata sul personaggio di Simon Williams / Wonder Man, con Cretton che diriggera due episodi della serie e l'ha sviluppera con il creatore e showrunner della serie Andrew Guest. A luglio, Cretton è stato confermato come regista di Avengers: The Kang Dynasty per i Marvel Studios. Nel novembre 2023, Cretton si è dimesso da regista di Avengers: The Kang Dynasty per concentrarsi su altri progetti Marvel, come il sequel di Shang-Chi e Wonder Man. 
Nel dicembre 2022, Cretton è stato rivelato essere uno dei produttori esecutivi del cortometraggio Same Old, scritto e diretto da Lloyd Lee Choi. Cretton produrrà un adattamento cinematografico del cortometraggio, intitolato Lucky Lu, attraverso la sua Family Owned insieme a Ron Najor e Asher Goldstein, con Choi che tornerà come sceneggiatore e regista. L'anno successivo, Cretton è stato segnalato come produttore esecutivo del cortometraggio di Choi Closing Dynasty.
Nel febbraio 2024, è stato rivelato che Cretton dirigerà, co-scriverà e co-produrrà un film di Naruto, basato sull'omonima serie manga per Lionsgate.

### Vita privata
Nel 2016, Cretton ha sposato la stilista Nicola "Nikki" Chapman. Hanno due figli.

## Filmografia parziale

### Regista

#### Lungometraggi
- I Am Not a Hipster (2012)
- Short Term 12 (2013)
- Il castello di vetro (The Glass Castle) (2017)
- Il diritto di opporsi (Just Mercy) (2019)
- Shang-Chi e la leggenda dei Dieci Anelli (Shang-Chi and the Legend of the Ten Rings) (2021)
- Spider-Man: Brand New Day (2026)

#### Serie televisive
- Tokyo Vice – serie TV, (2022- in corso)
- American Born Chinese – serie TV, episodi 1x01-1x08 (2023)
- Wonder Man – serie TV, 2 episodi (2025)

### Sceneggiatore
- I Am Not a Hipster, regia di Destin Daniel Cretton (2012)
- Short Term 12, regia di Destin Daniel Cretton (2013)
- The Shack, regia di Stuart Hazeldine (2017) – co-sceneggiatore
- Il castello di vetro (The Glass Castle), regia di Destin Daniel Cretton (2017) – co-sceneggiatore
- Il diritto di opporsi (Just Mercy), regia di Destin Daniel Cretton (2019) – co-sceneggiatore
- Shang-Chi e la leggenda dei Dieci Anelli (Shang-Chi and the Legend of the Ten Rings), regia di Destin Daniel Cretton (2021) – co-sceneggiatore

### Produttore esecutivo
- Tokyo Vice - regia di M. Mann, J.K. Wladyka, Hikari, A.Poul, serie TV, 8 episodi (2022)